# Fujitsu
A Fujitsu Limited (japán írásjelekkel: 富士通株式会社, Fudzsicú kabusiki gaisa, Hepburn: Fujitsū kabushiki gaisha) egy japán multinacionális információs- és kommunikációs technológiai berendezésekkel és szolgáltatásokkal foglalkozó vállalat, amelyet 1935-ben alapítottak, és amelynek székhelye a kanagavai Kavaszakiban található. Éves árbevétele alapján a világ hatodik legnagyobb IT-szolgáltatója, 2021-ben pedig a legnagyobb volt Japánban.
A Fujitsu hardverkínálata főként személyi és vállalati számítástechnikai termékekből áll, beleértve az x86-os, SPARC és mainframe-kompatibilis szervertermékeket, bár a vállalat és leányvállalatai sokféle terméket és szolgáltatást kínálnak az adattárolás, a távközlés, a fejlett mikroelektronika és a légkondicionálás területén is. Körülbelül 124 000 alkalmazottja van, akik több mint 50 országból és régióból származó ügyfeleket támogatnak.
A Fujitsu a tokiói és a nagojai tőzsdén jegyzett; a tokiói tőzsde a Nikkei 225 és a TOPIX 100 indexek részét képezi.